# Fregata klase Talwar
Fregate klase Talwar ili Projekt 11356 klasa su fregata naoružana stealth vođenim projektilima koje je dizajnirala i izgradila Rusija za indijsku mornaricu. Fregate s vođenim projektilima klase Talwar poboljšane su inačice fregata klase Krivak III (projekt 1135) koje koristi ruska obalna straža. Šest brodova izgrađeno je u dvije serije između 1999. i 2013. godine.
Brod je projektirao Projektni biro Severnoye, prvu seriju brodova izgradilo je Baltičko brodogradilište, a drugu seriju brodogradilište Yantar. Za razliku od fregata klase Brahmaputra, smatra se da fregate klase Talwar imaju polu-stealth karakteristike i bolje naoružanje. Indijska mornarica trenutno ima šest ovakvih brodova, a još četiri su u izgradnji, uključujući i dva u indijskom brodogradilištu, za koje je odabrano brodogradilište Goa.

## Dizajn i opis

### Elektrana
Talwars ima plinsko turbinsko postrojenje M7N.1E koje je dizajnirao Zorya i proizveo Mashproekt (Ukrajina) koji se sastoji od dvije turbine za krstarenje DS-71 i dvije turbine za pojačavanje DT-59 u dvije strojarnice. Komponenta za krstarenje sastoji se od dva plinska turbinska motora DS-71, od kojih svaki ima 9000 konjskih snaga (6700 kW) u vožnji naprijed i 1500 KS (1100 kW) unatrag. Dva RO63 dvobrzinska mjenjača i jedan R1063 pomoćni mjenjač omogućuju korištenje bilo kojeg od cruising motora za pogon obje osovine propelera. Četiri plinske turbine postavljene su na izolirane nosače koji minimaliziraju njihov kontakt s trupom i time znatno smanjuju prijenos njezinih vibracija i zvuka.
Električnu energiju osiguravaju četiri 1 MW Wärtsilä WCM-1000 generatorski setovi s Cummins KTA50G3 motorima i Kirloskar 1 SN generatori izmjenične struje. Ugovor za generatore potpisan je s Wärtsilä Danskom.

### Zrakoplovi
Klasa Talwar može primiti jedan protupodmornički helikopter Ka-28 Helix-A ili jedan helikopter za rano upozoravanje iz zraka Ka-31 Helix-B koji može osigurati ciljanje iznad horizonta. Plovilo također može ukrcati navaliziranu varijantu autohtonog HAL Dhruva.

## Naoružanje
Fregate su naoružane novim protubrodskim sustavom 3M-54 Klub s VLS-om, višekanalnim raketnim sustavom zemlja-zrak srednjeg dometa Shtil-1 (izvozna verzija SA-N-12 "Grizzly"), protuzračnim raketno-topnički sustavom Kashtan, bacačem dubinskih bombi RBU-6000 i topnički sustavom Puma-Universal. Ovi brodovi su dizajnirani za nošenje i upravljanje jednim teškim helikopterom.

### Primarno oružje
U glavnoj udarnoj ulozi ugrađen je osmoćelijski vertikalni lanser projektila 3S14E, u koji je ugrađena protubrodska raketa 3M-54E Klub-N koju je razvio Novator Design Bureau. Istraživačko-proizvodno poduzeće Agat isporučilo je brodski sustav za upravljanje vatrom 3R14N-11356 povezan s Klub-N. 3M-54E Klub je 8,22 metra dugi projektil koji koristi aktivno radarsko navođenje s dometom od 220 kilometara. Riječ je o trostupanjskom projektilu kod kojeg završni stupanj postiže nadzvučnu brzinu (2,9 Macha) kada je približno 20 km od svog cilja.
Sljedeće narudžbe INS-a Teg, Tarkash i Trikand opremljeni su supersoničnim krstarećim projektilom BrahMos, koji ima domet od 300 kilometara i tijekom svog leta kreće se brzinom od 3 Macha.

### Protuzračna obrana
SAM sustav Shtil-1 s lanserom projektila 3S-90 postavljen je ispred mosta i naoružan je projektilom 9M317 (SA-N-12 "Grizzly", navaliziran SA-17). 24 projektila nose se u spremniku ispod palube. Navođenje i osvjetljavanje cilja za ove projektile osiguravaju četiri radara MR-90 Orekh (NATO: Front Dome), koji su povezani sa zapovjednim i kontrolnim mjestom. Projektil SA-N-12 koristi kombinaciju inercijalnog navođenja i poluaktivnog radarskog navođenja na svoj maksimalni domet od 45 km. 70 kg blast-fragmentacijsku bojevu glavu aktivira radarski blizinski detonator. Sustav upravljanja projektilom i bojna glava mogu se prilagoditi određenom cilju nakon prepoznavanja cilja, što povećava vjerojatnost pogotka. Nosi se i osam prijenosnih raketa Igla-1E (SA-16).

### Glavni top
Jedan top od 100 mm A-190(E) postavljen je naprijed za upotrebu protiv brodskih i obalnih ciljeva. Kontrolu paljbe osigurava 5P-10E Puma FCS. Pištolj može ispaliti 60 granata u minuti na domet od 8,2 nautičke milje (15,2 km). Težina svake granate je 16 kilograma (35 lb).

### Protupodmorničko ratovanje
Brodovi nose sustav RPK-8, koji koristi 12-cijevni raketni bacač RBU-6000 ASW za ispaljivanje 212 mm 90R protupodmorničke rakete ili dubinske bombe RGB-60. Domet gađanja je od 600 to 4,300 metara, a dubina do 1,000 metara.
Dva dvostruka lansera s fiksnom torpednom cijevi od 533 mm DTA-53-11356 postavljena su na sredini broda i ispaljuju torpeda SET-65E/53-65KE. Sustav za upravljanje protupodmorničkom paljbom Purga omogućuje upravljanje lanserima RBU-6000 i DTA-53.

## Elektronika i senzori

### Radar
- Pretraga površine: Jedan radar 3Ts-25E Garpun-B na frekvenciji I-pojasa, koristeći aktivne i pasivne kanale, omogućuje označavanje površinskih ciljeva velikog dometa. Jedan radar MR-212/201-1 na frekvenciji I-pojasa koristi se za navigaciju, a zaseban set radara Kelvin Hughes Nucleus-2 6000A koristi se za navigaciju kratkog dometa i nadzor površine. Također opremljen Ladoga-ME-11356 inercijalnim navigacijskim i stabilizacijskim paketom koji isporučuje Elektropribor.
- Pretraga zraka/površine: Jedan Fregat M2EM (NATO: Top Plate) 3D radar za kružno skeniranje na frekvenciji E-pojasa, daje indikaciju cilja raketnom sustavu Shtil-1. Radar se okreće brzinom od 12 ili 6 okretaja u minuti i ima instrumentirani domet do 300 km.
- Kontrola paljbe: Sadrži Ratep JSC 5P-10E Puma sustav za kontrolu paljbe, koji se sastoji od radara za praćenje ciljeva zajedno s laserskim i TV uređajima. Sustav, postavljen iznad palube mosta, ima ažuriranje korekcije kursa tijekom leta putem podatkovnih veza, ima maksimalni raspon detekcije od 60 km, radi autonomno i sposoban je automatski gađati četiri cilja i pratiti ih.

### Sonar
Prema nekim izvješćima, na plovilima je ugrađen APSOH (Advanced Panoramic Sonar Hull) sonar montiran na trup. APSOH sonar obavlja aktivno određivanje udaljenosti, pasivno osluškivanje, automatsko praćenje ciljeva i klasifikaciju. Druga izvješća pokazuju da je ugrađen sonar BEL HUMSA (Hull Mounted Sonar Array). HUMSA je panoramski aktivno/pasivni sonarni sustav srednjeg dometa koji je razvio Naval Physical and Oceanographic Laboratory (NPOL). 